# Сент-Джонс (округ Марікопа, Аризона)
Сент-Джонс (англ. St. Johns) — переписна місцевість (CDP) в США, в окрузі Марікопа штату Аризона. Населення — 690 осіб (2020).

## Географія
Сент-Джонс розташований за координатами 33°18′54″ пн. ш. 112°11′59″ зх. д. / 33.31500° пн. ш. 112.19972° зх. д. (33.314955, -112.199620).  За даними Бюро перепису населення США в 2010 році переписна місцевість мала площу 5,91 км², з яких 5,91 км² — суходіл та 0,00 км² — водойми.

## Демографія
Згідно з переписом 2010 року, у переписній місцевості мешкало 476 осіб у 127 домогосподарствах у складі 99 родин. Густота населення становила 81 особа/км².  Було 139 помешкань (24/км²).
Расовий склад населення:
| - 95,0 % — корінних американців - 2,9 % — білих - 0,2 % — чорних або афроамериканців |

До двох чи більше рас належало 1,3 %. Частка іспаномовних становила 4,0 % від усіх жителів.
За віковим діапазоном населення розподілялося таким чином: 35,7 % — особи молодші 18 років, 58,0 % — особи у віці 18—64 років, 6,3 % — особи у віці 65 років та старші. Медіана віку мешканця становила 28,3 року. На 100 осіб жіночої статі у переписній місцевості припадало 73,1 чоловіків;  на 100 жінок у віці від 18 років та старших — 77,9 чоловіків також старших 18 років.
За межею бідності перебувало 46,4 % осіб, у тому числі 58,5 % дітей у віці до 18 років та 34,4 % осіб у віці 65 років та старших.
Цивільне працевлаштоване населення становило 152 особи. Основні галузі зайнятості: мистецтво, розваги та відпочинок — 46,1 %, освіта, охорона здоров'я та соціальна допомога — 24,3 %, роздрібна торгівля — 8,6 %, публічна адміністрація — 5,3 %.